# Погорелов, Сергей Валентинович
Серге́й Валенти́нович Погоре́лов (2 июня 1974, Волгоград — 24 апреля 2019, там же) — советский и российский гандболист, олимпийский чемпион 2000 года в составе сборной России, а также чемпион мира, Европы, многократный чемпион России и обладатель Суперкубка и Кубка Кубков. Заслуженный мастер спорта России (1997).

## Биография
Родился в Волгограде, заниматься гандболом начал в 1986 году. Первые тренеры — Измайлов Николай Александрович и Кириленко Вячеслав Владимирович. Окончил Волгоградскую государственную академию физической культуры. Выступал за команду «Каустик» (Волгоград), в составе которого четырежды становился чемпионом России. В национальной сборной — с 1994 года. Победитель чемпионата Европы 1996, чемпионата мира 1997 и XXVII Олимпийских игр в составе сборной. В 1999 году перешёл в команду «Сьюдад-Реаль», в составе которой стал обладателем Кубка Кубков в 2002 году.

## Достижения
- Олимпийские игры
  - 5-е место (Атланта, 1996)
  - чемпион (Сидней, 2000)
  - бронзовый призёр (Афины, 2004)
- Чемпионаты мира
  - чемпион (Япония, 1997)
- Чемпионаты Европы
  - серебряный призёр (Португалия, 1994)
  - чемпион (Испания, 1996)
  - Лучший правый полусредний чемпионата Европы 1998 года
- Кубок обладателей Кубков
  - обладатель (2001/02)
- Суперкубок
  - обладатель (Германия, 1995)
- Чемпионат России
  - чемпион (1995/1996, 1996/1997, 1997/1998, 1998/1999)
  - серебряный призёр (1993/1994, 1994/1995)

## Награды и звания
- Мастер спорта России международного класса (1995)
- Заслуженный мастер спорта России (1997)
- Медаль ордена «За заслуги перед Отечеством» II степени
- Почётный гражданин города-героя Волгограда